# Saddam Hussein
Ṣaddām Ḥusayn ʿAbd al-Majīd al-Tikrītī (in arabo صدام حسين عبد المجيد التكريتي‎?; Al-Awja, 28 aprile 1937 – Baghdad, 30 dicembre 2006) è stato un politico e militare iracheno, presidente dell'Iraq dal 1979 al 2003.
Membro di spicco del Partito Ba'th e, successivamente, del Partito Ba'ath iracheno, Saddam ha svolto un ruolo chiave nel colpo di Stato del 1968 (noto anche come rivoluzione del 17 luglio) che ha portato il partito al potere in Iraq.
Nel ruolo di vicepresidente durante il mandato di Ahmed Hasan al-Bakr, Saddam ha istituito delle forze di sicurezza attraverso le quali ha gestito i conflitti tra il governo e le forze armate. All'inizio degli anni 1970, Saddam nazionalizzò la Iraq Petroleum Company e le banche indipendenti, rendendo il sistema bancario insolvente a causa dell'inflazione e di credito inesigibile. Nel corso degli anni 1970, Saddam consolidò la sua autorità sull'apparato governativo mentre i ricavi dell'industria petrolchimica aiutavano l'economia irachena a crescere rapidamente. Le posizioni di potere nel Paese erano per lo più occupate da arabi sunniti, una minoranza che costituiva solo 1⁄5 della popolazione.
Saddam salì formalmente al potere nel 1979, sebbene fosse già de facto il capo dell'Iraq da diversi anni. Saddam ha diretto un governo autoritario e repressivo, che diversi analisti hanno descritto anche come totalitario. Il governo di Saddam è stato caratterizzato da numerose violazioni dei diritti umani, tra cui circa 250 000 uccisioni arbitrarie e sanguinose invasioni nei vicini Iran e Kuwait. Ha soppresso diversi movimenti, in particolare i movimenti sciiti e curdi che cercavano rispettivamente di rovesciare il governo o ottenere l'indipendenza ed è rimasto al potere durante la guerra Iran-Iraq e la guerra del Golfo.
Con l'invasione dell'Iraq del 2003, una coalizione guidata dagli Stati Uniti d'America ha deposto Saddam. La coalizione ha accusato l'Iraq di possedere armi di distruzione di massa e di avere legami con Al Qaida. Il Partito Ba'ath di Saddam è stato sciolto e si sono svolte le prime elezioni democratiche del Paese. Dopo la sua cattura nel dicembre 2003, Saddam Hussein è stato processato dal Governo ''ad interim'' iracheno. Nel novembre 2006, Saddam è stato condannato da un tribunale iracheno per crimini contro l'umanità legati all'uccisione di 148 sciiti iracheni nel 1982 (la strage di Dujail), condannato a morte per impiccagione e giustiziato il 30 dicembre 2006.

## Biografia

### Infanzia e giovinezza
Ṣaddām Ḥusayn nacque il 28 aprile 1937 nel villaggio di al-Awja, nel distretto iracheno di Tikrīt, da una famiglia di allevatori di ovini. Il padre, Husayn ʿAbd al-Majīd, morì di cancro sei mesi prima della sua nascita lasciando la madre, Ṣubḥa Tulfāh al-Mussallat, sola con un figlio tredicenne, malato anch'egli di cancro, e il nascituro Ṣaddām in grembo. Dopo la morte del fratello tredicenne, la madre tentò di abortire e di suicidarsi. In seguito alla sua nascita, la madre, in piena crisi depressiva, cercò un'altra famiglia in cui far crescere il neonato, trasferendolo dallo zio Khayr Allāh Tulfāh, un fervente musulmano sunnita e nazionalista, che fu il padre della sua futura sposa oltre che veterano della guerra anglo-irachena del 1941. Dopo il nuovo matrimonio della madre con Ibrāhīm al-Ḥasan, da cui nacquero altri tre suoi fratellastri, all'età di tre anni Ṣaddām tornò a vivere con sua madre e con il patrigno, la cui rigidità fu il motivo principale per cui all'età di dieci anni fuggì di casa trasferendosi a Baghdad per tornare nuovamente a vivere con suo zio.
Dopo la formazione secondaria frequentò una scuola di legge irachena per tre anni, ma l'abbandonò nel 1957 per aderire al Partito Ba'th (Partito della Risurrezione, di tendenze socialiste), di cui suo zio era grande sostenitore. Durante questo periodo si ritiene che Saddam si sia mantenuto facendo l'insegnante in una scuola secondaria.
Il sentimento rivoluzionario era una caratteristica dell'epoca in Iraq e in tutto il Medio Oriente. In Iraq progressisti e socialisti osteggiarono le élite tradizionali (burocrati dell'epoca coloniale, proprietari terrieri, ricchi mercanti, capi tribù, e monarchici). Inoltre, il nazionalismo panarabo di Gamāl ʿAbd al-Nāṣer in Egitto influenzò profondamente i giovani ba'thisti come Saddam. L'ascesa di Nasser prefigurò un'ondata di rivoluzioni in tutto il Medio Oriente negli anni cinquanta e sessanta, con il crollo delle monarchie in Iraq, Egitto e Libia. Nasser ispirò i nazionalisti di tutto il Medio Oriente combattendo inglesi e francesi durante la crisi di Suez del 1956, modernizzò l'Egitto, e unificò il mondo arabo politicamente.
Nel 1956 Saddam prese parte al fallito tentativo di colpo di Stato contro Re Faysal II. Il 14 luglio 1958, un gruppo nazionalista non-baʿthista d'idee repubblicane, condotto dal Generale Abd al-Karīm Qāsim, abolì la monarchia con un colpo di Stato e giustiziò il re e il primo ministro Nūrī al-Saʿīd.
Sebbene inizialmente 12 dei 16 membri del gabinetto di Qasim fossero membri del partito Ba'th, il partito si rivoltò ben presto contro di lui a causa del suo rifiuto di aderire alla Repubblica Araba Unita di Gamāl ʿAbd al-Nāṣer. Per rafforzare la propria posizione all'interno del governo, Qasim creò un'alleanza con il Partito Comunista Iracheno, che si opponeva a qualsiasi nozione di Panarabismo.
Nel 1958 Saddam fu arrestato per aver ucciso suo cognato, un attivista comunista. Trascorse sei mesi in prigione.
Nel 1959 Saddam Hussein partecipò ad un fallimentare tentativo di assassinare Qasim in seguito al quale fuggì in Egitto attraverso la Grecia e il Libano e fu condannato a morte in contumacia. In Egitto conseguì un titolo di studio nella facoltà di giurisprudenza dell'Università del Cairo.

### Colpo di Stato
Saddam Hussein tornò in Iraq a seguito del colpo di Stato militare del mese di ramadan (8 febbraio 1963), che aveva abbattuto e ucciso il generale Kassem, ma fu imprigionato nel 1964. A seguito della morte violenta del generale ʿAbd al-Salām ʿĀref nel 1966 e alla salita al potere di ʿAbd al-Rahmān ʿĀref, fratello del precedente presidente iracheno, riuscì a evadere di prigione e nel 1968 contribuì al colpo di Stato non violento realizzato dal partito Baʿth ai danni del regime militare filo-nasseriano di ʿAbd al-Rahmān ʿĀref. Ahmed Hasan al-Bakr, suo lontano parente, fu nominato presidente.
Nel 1968 Saddam ottenne anche la laurea in giurisprudenza conferitagli dall'università di Baghdad. A partire da quell'anno rivestì il ruolo di vicepresidente del Consiglio del Comando Rivoluzionario.

### Anni da vicepresidente e presa del potere

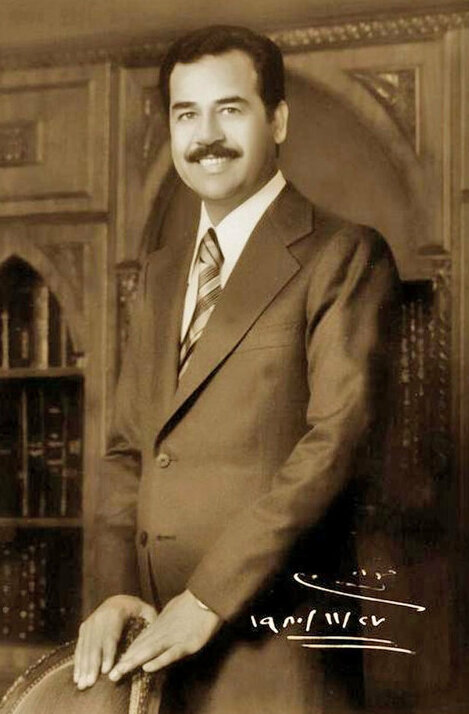
Saddam Hussein in uno dei suoi primi ritratti da presidente (1980)

Tra la fine degli anni Sessanta e l'inizio degli anni Settanta Saddam Hussein, come vice presidente del Consiglio del Comando Rivoluzionario, fu di fatto vice di Ahmed Hasan al-Bakr a tutti gli effetti nonché suo principale collaboratore, costruendosi una solida reputazione di uomo politico efficiente e progressista. Incaricato di sovrintendere alla nazionalizzazione dell'industria petrolifera irachena nel 1972, il 1º giugno dello stesso anno col Decreto Legge n 69 formò l'Iraq Petroleum Company ed iniziò un processo di nazionalizzazione delle compagnie petrolifere, sottraendo alle compagnie occidentali il monopolio sul petrolio iracheno.
Nel 1976 fece la sua prima visita in Occidente, instaurando rapporti commerciali con la Francia che portarono nel decennio successivo ad un ingente scambio di petrolio contro armi e tecnologia nucleare francese. Chirac fu l'unico leader dei Paesi NATO ad avere una conoscenza personale del leader iracheno.
Una parte consistente dei profitti petroliferi fu utilizzata per lo sviluppo dell'economia irachena e per programmi di stato sociale: avvenne una modernizzazione dell'agricoltura sostenuta da una massiccia meccanizzazione agricola e da un'ampia distribuzione di terre ai contadini, furono modernizzate le industrie energetiche, consentendo l'introduzione dell'elettricità in tutto il Paese, fu promosso lo sviluppo dei servizi pubblici, dei trasporti, della sanità pubblica gratuita e dell'istruzione obbligatoria e gratuita. L'analfabetismo fu ridotto da oltre il 77% a meno del 20%. 
Furono attuate diverse riforme a favore dei diritti della donna tra cui l'introduzione della parità salariale, del diritto alla proprietà e del diritto di voto. A seguito di tali riforme, che furono in molti casi pionieristiche per il mondo arabo, l'Iraq fu premiato dall'UNESCO.
Nel 1978 fu abolito il sistema latifondista e la conseguente distribuzione di terre ai contadini consentì in qualche anno l'aumento dell'estensione della superficie coltivabile del Paese dal 27% al 50%.
Frattanto, immediatamente a seguito della presa del potere dei ba'thisti, Saddam si concentrò anche sul raggiungimento della stabilità in una nazione crivellata da tensioni profonde. Da lungo tempo, l'Iraq era dilaniato da profonde spaccature sociali, etniche, religiose ed economiche: sunniti contro sciiti, arabi contro curdi, capi tribù contro borghesia urbana, nomadi contro contadini. La volontà di creare una stabilità in seno al Paese portò Saddam Hussein a mettere in atto politiche di massiccia repressione. A capo dei servizi di sicurezza, Saddam reclutò numerosi giovani provenienti dalla sua tribù, fedelissimi che a lui dovevano tutto. In seno a tale organizzazione il ricorso alla violenza, anche sommaria, era comune.
Nel 1976 Saddam Hussein riuscì ad ottenere il grado di generale dell'esercito iracheno, malgrado non avesse mai intrapreso alcuna carriera militare.
Nel 1979 il Presidente della Repubblica Ahmed Hasan al-Bakr annunciò il suo ritiro e Saddam Hussein lo sostituì nella carica. Secondo alcune fonti, peraltro avvalorate dalle epurazioni in seno al partito Baʿth avvenute poco dopo l'insediamento di Saddam, al-Bakr fu in realtà costretto a dimettersi proprio dal suo delfino sotto la minaccia di un'azione di forza. D'altronde Saddam lo aveva ormai da tempo soppiantato sia dal punto di vista del potere militare e politico che dal punto di vista del consenso popolare.

### Potere

#### Secolarizzazione
Il Partito Baʿth aveva un programma progressista e socialista che puntava alla modernizzazione e alla secolarizzazione dell'Iraq. Saddam Hussein si attenne alla linea del suo partito e proseguì le riforme modernizzatrici con l'introduzione di un codice civile modellato su quelli dei Paesi occidentali (che sostituì la Sharīʿa) e la creazione di un apparato giudiziario laico, che comportò l'abolizione delle corti islamiche.
Dopo aver modernizzato il Paese negli anni di presidenza al-Bakr principalmente grazie ai profitti derivanti dalla nazionalizzazione dell'industria petrolifera, buona parte di tali proventi confluirono nei quattro apparati di sicurezza iracheni responsabili della repressione dell'opposizione interna, consentedogli in tal modo di fronteggiare efficacemente numerosi tentativi di assassinio e di colpo di Stato.
Allo stesso tempo molti fondi furono destinati all'esercito, il quale nel 1978 subì l'epurazione di numerosi militanti comunisti che furono giustiziati sommariamente.

#### Epurazioni in seno al Partito Baʿth e misure repressive
Il 22 luglio 1979, nel corso di una riunione straordinaria dei dirigenti del Partito Baʿth che Saddam volle fosse videoregistrata, il neo presidente affermò di essere venuto a conoscenza di un complotto ai suoi danni. Presentò un alto funzionario, Muhyi Abdel-Hussein, e lo indicò come leader dei cospiratori lasciando che leggesse in piedi davanti ai microfoni, ad uno ad uno, i nomi dei 66 congiurati, tutti presenti all'interno della sala. Gli accusati vennero scortati all'esterno e presi in custodia. Furono tutti processati e dichiarati colpevoli di tradimento. In 22 furono condannati a morte, Muhyi Abdel-Hussein incluso.
In un Paese instabile soprattutto a causa di tensioni etniche e religiose, con l'esempio vicino della recentissima rivoluzione iraniana del 1979, Saddam Hussein non lesinò massicce misure repressive contro qualsiasi opposizione. I suoi corpi paramilitari fecero ampio ricorso a strumenti quali assassinii e torture, allo scopo di eliminare qualsiasi opposizione percepita. Al termine della sua dittatura si stima che il suo regime si sia reso responsabile dell'uccisione di almeno 250 000 iracheni.

#### Culto dell'immagine
Nel corso del suo regime Saddam Hussein ebbe la marcata tendenza ad associare il proprio nome ad opere grandiose e infrastrutture. Nondimeno fece in modo di tappezzare l'Iraq di immagini che lo ritraessero. Prese l'abitudine, ad ogni suo compleanno, di erigere una nuova statua che lo rappresentasse. Molte di queste statue furono abbattute e distrutte dalla popolazione irachena dopo il rovesciamento del suo regime.

#### Guerra contro l'Iran
Agli inizi della sua presidenza, Saddam Hussein si allontanò dalle posizioni filosovietiche dei suoi predecessori e si avvicinò diplomaticamente agli Stati Uniti per formare, assieme alla Giordania e all'Egitto di Hosni Mubarak un "asse arabo moderato".
Approfittando della destabilizzazione iraniana causata dalla rivoluzione del 1979 che aveva spodestato lo Scià di Persia, Mohammad Reza Pahlavi, portando al potere l'ayatollah Ruhollah Khomeyni, Saddam Hussein, desideroso di imporre la leadership irachena nel Medio Oriente, attaccò l'Iran senza una dichiarazione di guerra formale. Inizialmente le truppe irachene guadagnarono territorio, tuttavia furono in seguito respinte e dal giugno 1982 in poi furono costrette ad azioni difensive per contenere l'avanzata iraniana.

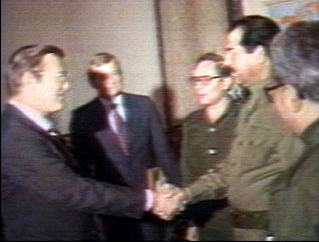
Saddam Hussein con Donald Rumsfeld, in qualità di inviato speciale dell'allora presidente statunitense Ronald Reagan, nel 1983. È disponibile il video completo.

Gli iraniani, nettamente superiori da un punto di vista numerico e fortemente imperniati da un indottrinamento religioso con connotazioni estreme che incitavano al martirio - elemento questo che alienò loro buona parte delle simpatie e del sostegno delle potenze occidentali - guadagnarono territorio ai danni degli iracheni facendo largo ricorso a vere e proprie azioni suicide, ad esempio mandando all'assalto migliaia di giovani volontari, spesso disarmati, che correvano sui campi minati allo scopo di far esplodere le mine. Diversi storici hanno paragonato questo conflitto alla Prima Guerra Mondiale per il modo in cui fu combattuto, con lunghe fasi di stallo dominate da una logorante attività di trincea.

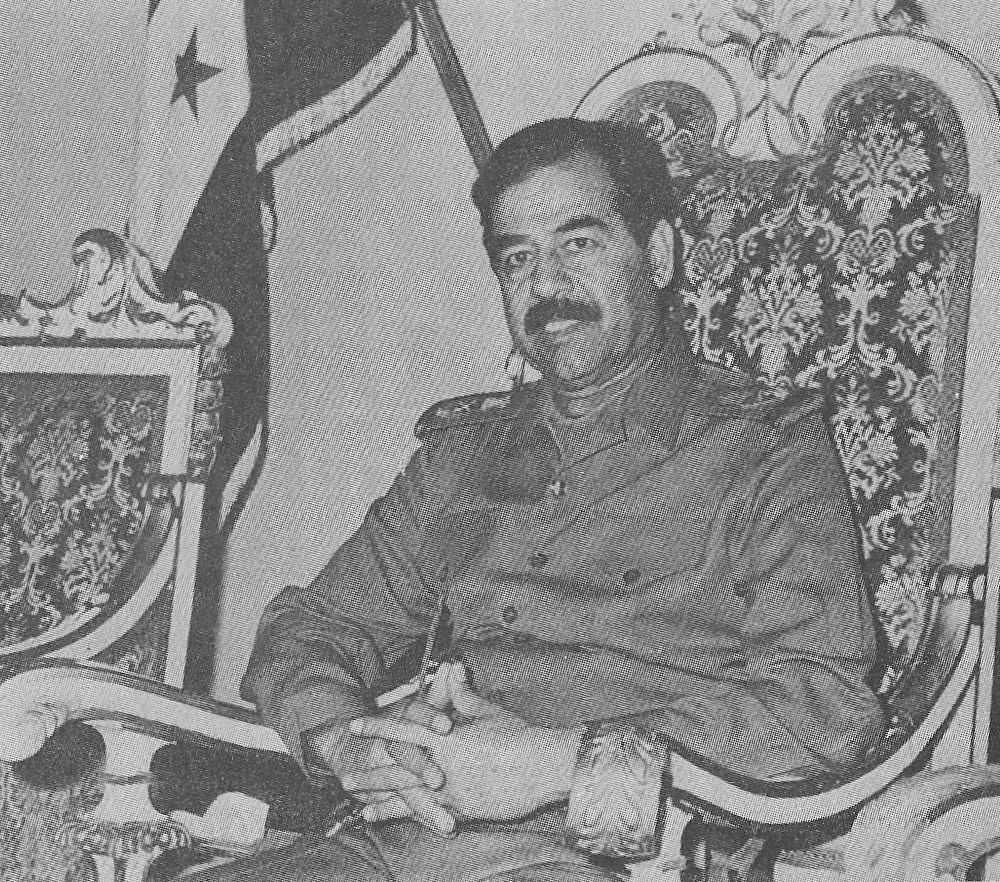
Saddam nel 1988

Nonostante le richieste del Consiglio di sicurezza delle Nazioni Unite fossero indirizzate a un "cessate il fuoco", le ostilità continuarono fino al 20 agosto 1988, quando il conflitto di fatto cessò con la risoluzione 598 del Consiglio di Sicurezza dell'ONU. Dalla conclusione della guerra, le forze armate irachene rimasero nei territori iraniani occupati fino al dicembre 1990, vigilia della Guerra in Kuwait, quando furono ripristinati i confini antecedenti stabiliti dall'accordo di Algeri del 1975. Gli ultimi prigionieri di guerra furono scambiati soltanto nel 2003.
Entrambi i paesi uscirono stremati dal lungo conflitto. Le stime dei caduti parlano di oltre 1 milione di vittime. Il costo della guerra, tra perdite umane, povertà e distruzione fu tremendo ed entrambe le parti non ottennero alcun vantaggio dall'esito del conflitto.

#### Armi chimiche e repressione dei curdi
Nel corso del conflitto contro l'Iran, l'Iraq ricevette supporto militare e logistico da parte di diversi paesi tra cui USA, URSS, Francia, Regno Unito ed Italia. Diverse delle varie forniture militari consistettero in armi chimiche e biologiche. Durante il conflitto l'Iraq utilizzò un gas nervino, il tabun, contro le truppe iraniane senza per questo incorrere in sanzioni internazionali.
Secondo Amnesty International almeno cinquemila villaggi curdi sarebbero stati attaccati dalle forze armate irachene durante la guerra. Nel 1984 Saddam firmò ad Ankara un trattato bilaterale che concesse alla Turchia il diritto di "inseguimento oltre frontiera" nel contesto del conflitto curdo-turco. Sempre a conflitto in corso, al fine di stroncare le ambizioni indipendentiste dei Curdi iracheni, il 16 marzo 1988, Saddam Hussein attaccò la città curda di Halabja con una nuova e più potente arma chimica - un miscuglio di iprite, acido cianidrico e gas neurotossici - che provocò la morte istantanea di 5 000 civili e la menomazione di altre 10 000 persone. Anche in tale occasione, l'Iraq non ricevette sanzioni.

#### Guerra del Golfo
Con il Paese ancora in preda alle pesanti conseguenze post-belliche e a fronte degli ingenti debiti contratti per finanziare il conflitto con l'Iran, Saddam Hussein, facendo leva su alcune irregolarità nell'estrazione di greggio dai pozzi sul confine tra il Kuwait e l'Iraq, il 2 agosto 1990 avviò l'invasione del piccolo emirato, il quale era tra i maggiori creditori del suo Paese avendo versato nelle casse irachene circa 10 miliardi di dollari. Gli iracheni in circa due giorni ebbero la meglio sulle difese dell'emirato andando in tal modo a minacciare anche le vicine aree petrolifere della confinante Arabia Saudita. Saddam sosteneva da tempo che il Kuwait fosse storicamente parte dell'Iraq e che avesse acquisito la sua indipendenza soltanto attraverso le manovre imperialistiche della Gran Bretagna. Questa convinzione era stata un denominatore comune a tutti i nazionalisti iracheni e rappresentava uno dei pochi punti su cui concordavano le varie correnti etniche, politiche, ideologiche e religiose del Paese. È possibile che alcune allusioni dell'ambasciatrice statunitense in Iraq avessero convinto Saddam Hussein che gli Stati Uniti non sarebbero intervenuti in aiuto dell'Emirato, il quale era a lungo stato la nazione del Golfo Persico con posizioni più filosovietiche.
Le Nazioni Unite si affrettarono a condannare l'aggressione, mentre il presidente degli Stati Uniti d'America George H. W. Bush fu autorizzato dal Congresso a utilizzare la forza militare contro le truppe irachene in Kuwait, nonostante l'autorizzazione fosse stata negata dal Consiglio di Sicurezza dell'ONU. L'ONU intimò all'Iraq il ritiro delle truppe dal territorio kuwaitiano entro il 15 gennaio: scaduto l'ultimatum, gli Stati membri sarebbero stati autorizzati ad utilizzare ogni mezzo possibile per restituire sovranità al Kuwait. Dopo mesi di negoziati infruttuosi, la notte tra il 16 e il 17 gennaio una coalizione guidata dagli Stati Uniti e formata da 35 stati cominciò una devastante campagna aerea contro l'Iraq e le truppe irachene nel Kuwait.
Il raʾīs rispose lanciando missili balistici Scud-B contro città israeliane e saudite. Israele, che non faceva parte della coalizione, non entrò nel conflitto per esplicita richiesta dell'ONU e degli USA: azioni israeliane avrebbero provocato l'uscita dei Paesi arabi dalla coalizione e forse anche un allargamento del conflitto a Siria e Giordania, che, nonostante avessero condannato l'invasione dell'emirato e avessero intrapreso azioni militari contro il regime di Saddam, sarebbero potute scendere in campo a fianco dell'Iraq in caso di intervento israeliano. Per contro, la coalizione, dopo aver subito installato sul suolo israeliano numerose batterie di missili anti-balistici Patriot, assicurò allo stato israeliano la sua difesa affinché si astenesse dal rispondere agli attacchi iracheni.
Il 24 febbraio, dopo oltre un mese di bombardamenti, l'operazione Desert Storm passò alla fase terrestre. Le truppe della coalizione, guidate dal generale Norman Schwarzkopf sconfissero l'esercito iracheno in meno di quattro giorni ed il 27 febbraio il presidente statunitense George H. W. Bush annunciò che il Kuwait era stato liberato.
Il breve conflitto si lasciò alle spalle perdite umane piuttosto contenute tra le file della coalizione (circa 500 militari) e molto più ingenti sul fronte iracheno (tra 30 000 e 100 000 militari; oltre 5 000 civili). I civili kuwaitiani che perirono furono oltre 1 000. Le truppe di Saddam Hussein, una volta messe in rotta, ripiegarono verso i confini iracheni incendiando numerosi pozzi di petrolio kuwaitiani. Molte di esse furono inseguite e pesantemente bersagliate dall'aviazione della coalizione lungo la cosiddetta "autostrada della morte". L'avanzata delle forze armate della coalizione si arrestò prima di raggiungere Baghdad, poiché George H. W. Bush ed i suoi alleati realizzarono la potenziale pericolosità di un così repentino vuoto di potere in Iraq, dove approfittando della relativa debolezza del regime a seguito del fallimentare conflitto, infuriavano le rivolte della popolazione sciita nel sud e di quella curda nel nord. Il 3 marzo 1991 fu firmato l'armistizio che sancì la fine del conflitto.

#### Tra le due guerre del Golfo
Appresa la volontà della coalizione di non rovesciare il suo regime, Saddam Hussein poté fronteggiare le rivolte interne dei musulmani sciiti e le ambizioni separatiste dei curdi. La repressione fu molto violenta e si stima che abbia portato alla morte di almeno 60.000 iracheni. Nel frattempo l'embargo proclamato dalle Nazioni Unite dopo la guerra pesò fortemente sull'economia irachena, facendo sprofondare il Paese in uno stato di povertà drammatico, al punto che nella seconda metà degli anni Novanta l'ONU iniziò a considerare un ridimensionamento delle sanzioni. Alcuni studi dibatterono sul numero di vittime mietute dall'embargo tra la popolazione. Il 13 dicembre 1996 le Nazioni Unite vararono il programma Oil for food (letteralmente petrolio in cambio di cibo) allo scopo di mitigare gli effetti delle sanzioni a beneficio della popolazione. Il programma venne successivamente smantellato, dopo la caduta del regime, quando emersero le prove di un esteso sistema di tangenti e sovrapprezzi che coinvolse un ampio numero società internazionali che trafficavano in quegli anni di embargo con lo stato iracheno.
Nell'intento di supportare il valore della sua figura e allo scopo di mantenere un consenso sufficiente che potesse garantire la prosecuzione del suo regime, Saddam Hussein, che era stato un grande protagonista della secolarizzazione dello Stato iracheno, fece in modo di prendere sempre più le sembianze del musulmano devoto, confidando nel fatto che il rifugio nell'Islam potesse essere di conforto alle popolazioni stremate da anni ininterrotti di guerre, guerriglie, povertà e desolazione. Reintrodusse alcuni elementi della Shari'a ed appose con la sua calligrafia la frase rituale "Allahu Akbar" ("Dio è grande") sulla bandiera nazionale. Si spinse persino a commissionare la produzione di un Corano che dichiarò essere stato scritto utilizzando 27 litri del suo sangue, per ringraziare Allah di averlo salvato da vari pericoli e cospirazioni.
Durante il suo mandato elaborò inoltre una genealogia che gli attribuiva la discendenza da al-Ḥusayn b. ʿAlī, nipote più piccolo del profeta Maometto. La genealogia fu smentita il 18 dicembre 2003 dall'insieme degli Ashrāf, istituito dopo la caduta del regime, che facevano parte del Consiglio dei sayyid (lett. "signori", ma in realtà ogni discendente di Maometto attraverso i suoi nipoti Ḥasan e Ḥusayn, termine esattamente equivalente ad Ashrāf, pl. di sharīf) istituzione riconosciuta dai dignitari di tutte le tradizioni musulmane, compresa la Ḥawza sciita di Najaf. In seguito, nel 2004, fu respinta anche dall'Iraqi Genealogy Authority.
In base ai rapporti ufficiali, la popolarità di Saddam Hussein tra la popolazione in questo periodo fu molto alta e la maggioranza degli iracheni fu convinta dalla propaganda del regime che le sofferenze patite scaturissero dalle decisioni vessatorie assunte dalle Nazioni Unite. Nel 2002 un referendum sulla riconferma di Saddam Hussein come leader dello Stato iracheno segnò il 100% di voti favorevoli. D'altra parte, Hussein era l'unico candidato e il voto era obbligatorio.

#### Seconda guerra del Golfo e crollo del regime

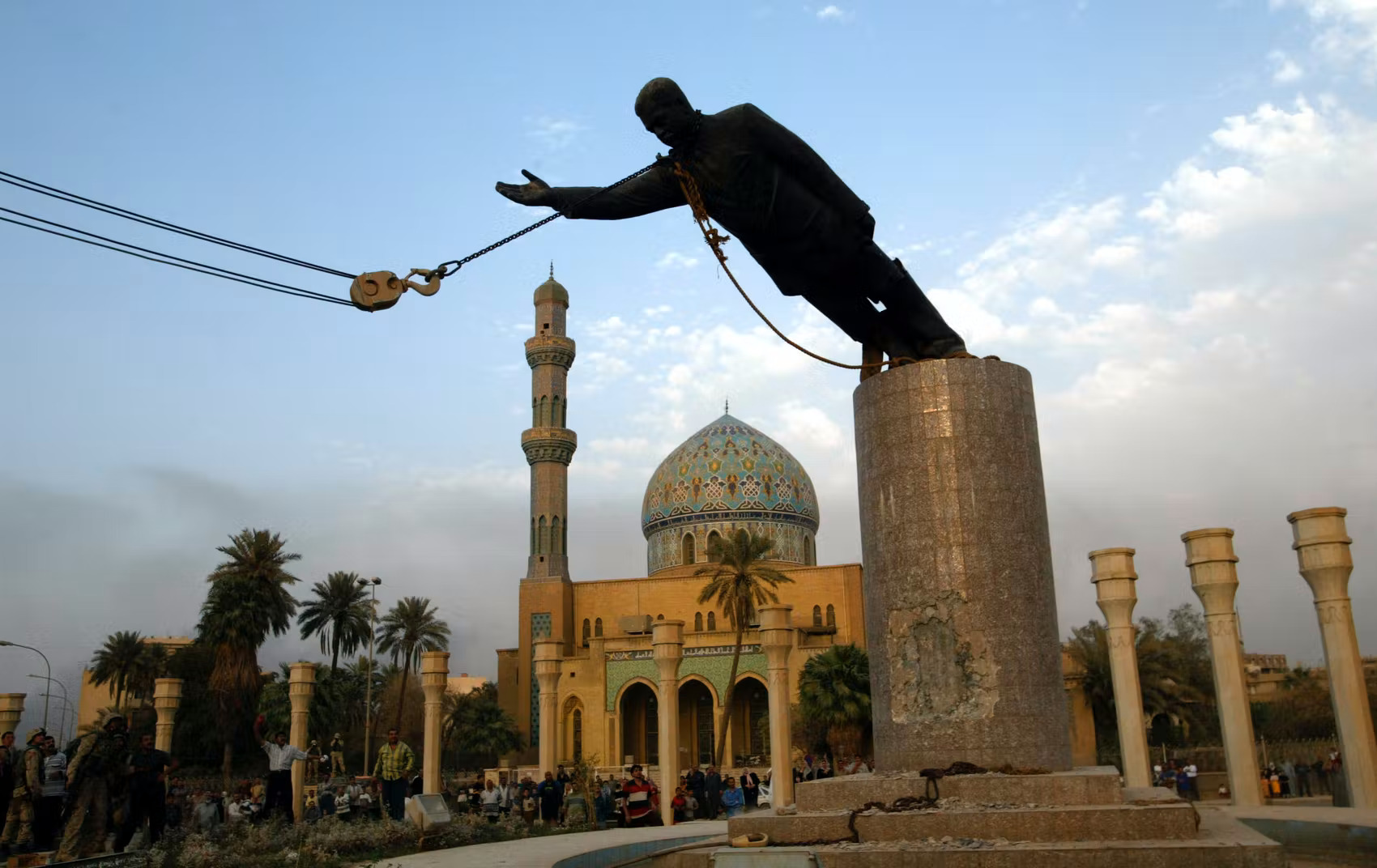
La statua di Saddam in piazza Firdos viene abbattuta dopo l'invasione statunitense (9 aprile 2003).

Accusato di non aver adempiuto agli obblighi imposti dalla comunità internazionale e di possedere ancora armi nucleari, chimiche e biologiche nonché di collusione con il terrorismo internazionale islamista, nello specifico con un gruppo legato ad Al-Qāʿida operante sul territorio iracheno, l'Iraq fu nuovamente attaccato.
L'invasione anglo-americana dell'Iraq fu ampiamente contestata da diversi osservatori internazionali. Le armi di distruzione di massa che furono usate come movente principale per l'attacco non furono mai trovate dagli ispettori dell'ONU e allo stesso tempo nemmeno i legami del regime con Al-Qāʿida furono mai dimostrati. In molti hanno contestato il fatto che il principale movente di tale attacco in realtà sia stato il controllo sulla produzione irachena di petrolio.
Il 20 marzo 2003 ebbe inizio la seconda Guerra del Golfo, condotta congiuntamente dalle forze statunitensi e britanniche, non appoggiate dai loro storici alleati in assenza di un chiaro e formale mandato dell'ONU. Furono dispiegati un totale di circa 300 000 soldati, per la quasi totalità statunitensi e britannici, dando il via all'operazione Iraqi Freedom con l'obiettivo di disarmare e distruggere il regime di Saddam.
Il conflitto fu molto rapido e decretò la fine del regime di Saddam Hussein. Il 9 aprile 2003, dopo soli venti giorni dal suo inizio, Baghdad cadde costringendo il raʾīs ed i suoi più stretti collaboratori alla fuga. Pochi giorni dopo, il 15 aprile, cadde anche Tikrit, la città natale di Saddam. Il 1º maggio 2003, il presidente americano George W. Bush proclamò la fine dei combattimenti, annunciando che la missione era stata compiuta. Terminata la prima fase della guerra, culminata con la caduta del regime di Saddam Hussein, le truppe statunitensi iniziarono l'occupazione del territorio iracheno, dal quale si ritireranno soltanto il 15 dicembre del 2011.
I dati sul numero globale di vittime del conflitto e della successiva occupazione sono stati ricostruiti in maniera piuttosto precisa riguardo alle truppe della coalizione. Si stima che i caduti siano stati quasi 5 000, e che i feriti abbiano superato le 30 000 unità.
Riguardo alle vittime irachene, invece, è risultato molto più complesso fornire una stima univoca anche per via delle numerose morti legate agli effetti collaterali del conflitto e della successiva fase di guerra intestina ed occupazione. Ad ogni modo, tutti i dati indicano in maniera inequivocabile un'altissima incidenza di vittime civili.
La maggior parte delle analisi, seppur discostandosi in misura variabile l'una dall'altra, stimano un numero di morti irachene intorno al mezzo milione, in gran parte civili. Si stima che i combattenti iracheni morti in guerra siano stati almeno 90 000 di cui circa 40 000 tra i soldati dell'esercito di Saddam e circa 50 000 tra coloro che insorsero successivamente alla caduta del regime.

### Cattura, processo e condanna

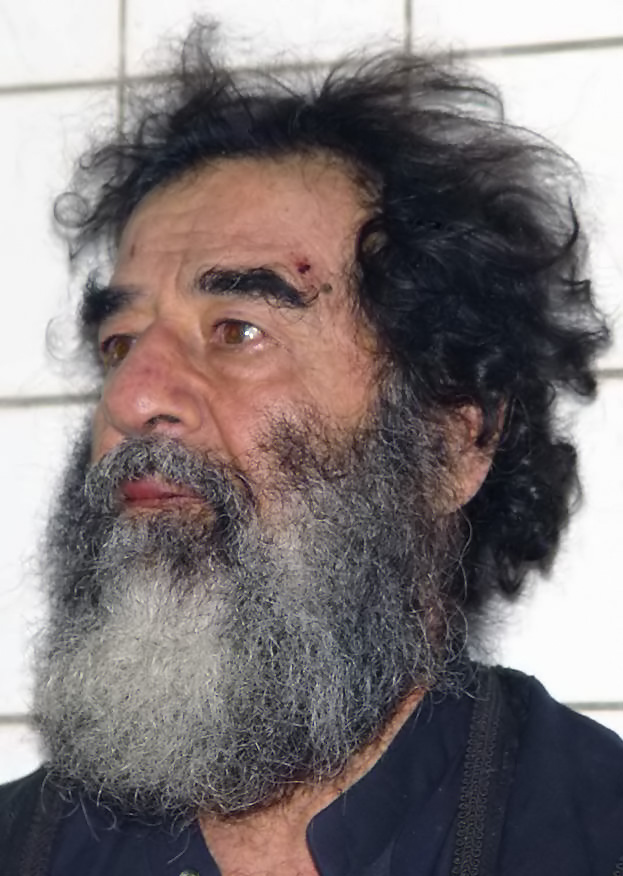
Saddam Hussein dopo la cattura.

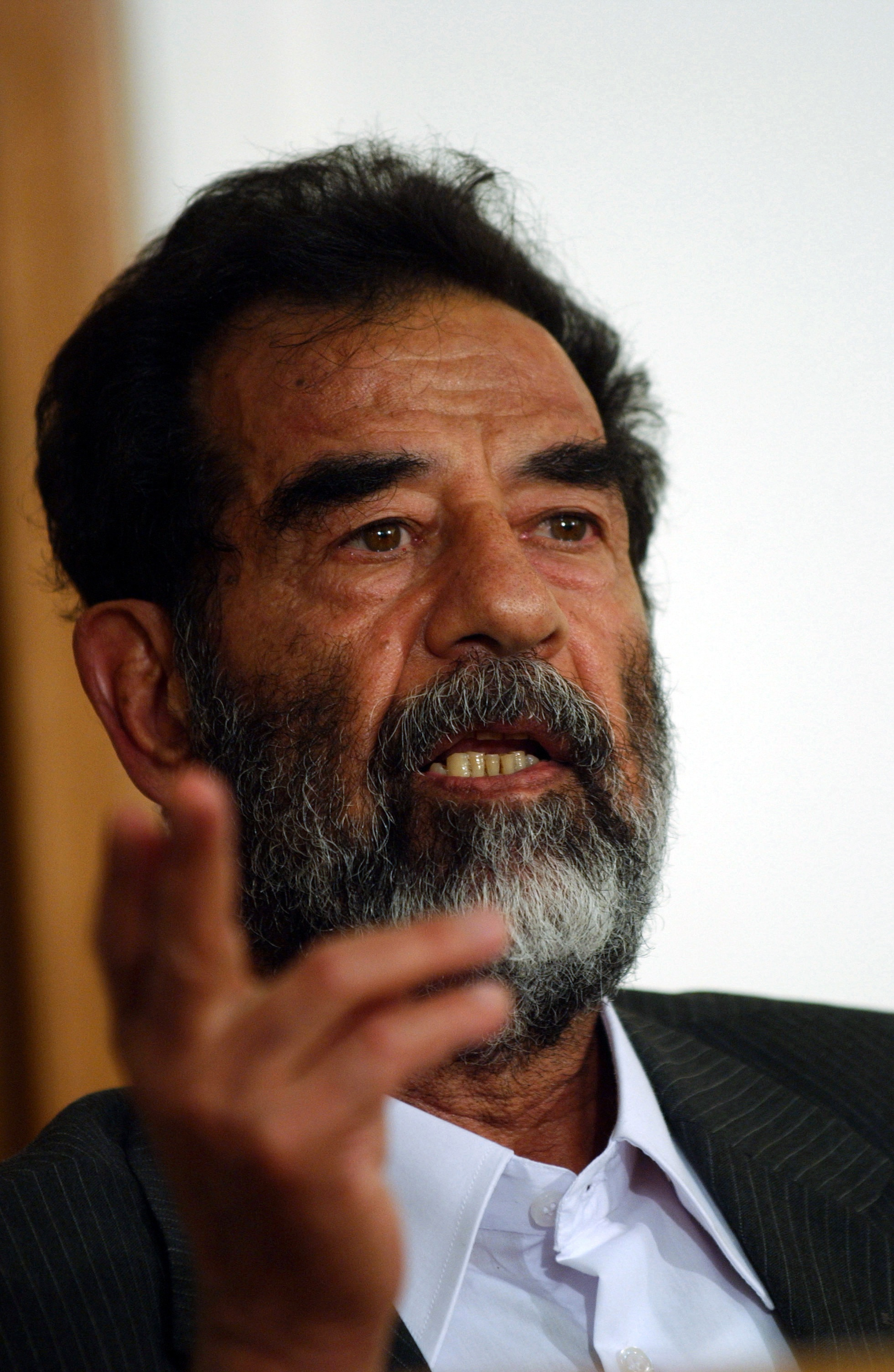
Saddam all'epoca del processo.

Nonostante l'emergere di una violenta e sanguinosa insurrezione condotta dalla resistenza irachena sunnita con azioni di guerriglia (oppure, secondo un altro punto di vista, l'insorgere di gruppi terroristici dediti ad azioni terroristiche), tra cui spiccò per violenza l'organizzazione guidata da Abū Musʿab al-Zarqāwī, leader di al-Qaida in Iraq, l'ex presidente iracheno fu catturato il 13 dicembre 2003 da soldati statunitensi in un villaggio nelle vicinanze di Tikrīt, in un piccolo buco di ragno scavato sotto terra, durante l'Operazione Alba Rossa.
Fu sottoposto a processo dal 19 ottobre 2005 presso un tribunale speciale iracheno assieme ad altri sette imputati (tutti ex gerarchi del suo regime tra i quali era presente anche il suo fratellastro), accusato di crimini contro l'umanità in relazione alla strage di Dujail del 1982 in cui morirono 148 sciiti. Il 5 novembre 2006 fu condannato a morte per impiccagione, ignorando la sua richiesta di essere fucilato. Il 26 dicembre 2006 la condanna fu confermata dalla Corte d'appello. Con lui furono condannati a morte per impiccagione anche Awwad al-Bandar, presidente del tribunale rivoluzionario, ed il fratellastro Barzan Al Tikriti, mentre il vice presidente Taha Yassin Ramadan fu condannato all'ergastolo, salvo poi essere condannato all'impiccagione il 12 febbraio 2007 dall'Alta Corte Irachena.
Le reazioni internazionali alla sentenza furono fortemente contrastanti. Stati Uniti e Gran Bretagna manifestarono la loro soddisfazione, mentre l'Unione europea, a ranghi compatti, colse l'occasione per ribadire il suo secco no alla pena di morte, spalleggiata da Amnesty International e da Human Rights Watch, che criticarono la condanna a morte e lo stesso svolgimento del processo, che non avrebbe sufficientemente tutelato i diritti della difesa e che sarebbe stato sottoposto a forti pressioni da parte del governo iracheno e, indirettamente, da parte dell'Amministrazione statunitense. Tra le dichiarazioni più significative, George W. Bush: "È un grosso risultato per la giovane democrazia irachena e per il suo governo costituzionale" e l'ambasciatore americano a Baghdad, Zalmay Khalilzad, "È un'importante pietra miliare per l'Iraq, un altro passo verso la costruzione di una società libera basata sul rispetto del diritto". Ed ancora il ministro degli Esteri britannico Margaret Beckett: "Plaudo al fatto che Saddam Hussein e gli altri imputati abbiano affrontato la giustizia e abbiano dovuto rispondere dei loro crimini". Sul fronte opposto, il Ministro degli Esteri italiano Massimo D'Alema: "Condanna netta, severa, inflessibile di chi si è macchiato di crimini orrendi, ma l'Italia è contraria all'esecuzione". Molti governi europei suggerirono all'Iraq di non eseguire la sentenza, una posizione non lontana da quella russa.
L'esecuzione per impiccagione di Saddam Hussein fu eseguita alle 6:00 ora locale del 30 dicembre 2006, all'interno di uno dei centri che venivano utilizzati dal deposto regime per torturare i dissidenti. Prima di essere impiccato l'ex dittatore ha fatto in tempo a lanciare un monito al popolo iracheno, esortandolo a restare unito e mettendolo in guardia dalla coalizione iraniana.
L'esecuzione di Saddam scatenò in Iraq e nel Vicino Oriente reazioni molto contrastanti, soprattutto contrapponendo le scene di giubilo della popolazione sciita alle manifestazioni (anche violente) di alcune roccaforti sunnite. Anche le popolazioni curde si abbandonarono a festeggiamenti a seguito dell'impiccagione. Il primo ministro sciita Nūrī al-Mālikī dichiarò che: «La condanna a morte segna la fine di un periodo nero della storia di questo Paese e ne apre un altro, quello di un Iraq democratico e libero». Pareri compiaciuti pervennero dai vicini iraniani e da Israele; mentre condanne decise furono espresse da Hamas e dalla Libia, che proclamò addirittura tre giorni di lutto nazionale.

#### Il video dell'esecuzione
Nelle ore successive alla morte, i media di tutto il mondo, a cominciare dalla televisione di Stato dell'Iraq, al-ʿIrāqiyya, trasmisero un filmato dei momenti immediatamente precedenti l'esecuzione, che mostrava Saddam Hussein, apparentemente tranquillo, giungere al patibolo, dove gli era stato applicato un grosso cappio intorno al collo. Il video si interrompeva poco prima che la botola sotto i piedi di Saddam Hussein fosse aperta. Più tardi furono diffusi altri due filmati, di cattiva qualità: il primo mostrava il cadavere del condannato parzialmente avvolto in un lenzuolo bianco, con il volto visibile, livido e sanguinante, mentre era portato via dal luogo dell'esecuzione; il secondo, l'unico dotato di traccia audio, ripreso verosimilmente con un telefono cellulare dai piedi del patibolo, mostrava l'intera sequenza dell'esecuzione.
In quest'ultimo video è possibile seguire, con angolazione dal basso, gli stessi eventi ripresi nel primo video: si odono chiaramente i presenti inneggiare a Muqtada al-Sadr non appena il condannato è lasciato solo dal boia in piedi sulla botola chiusa e con il cappio già stretto al collo. Il condannato replica pronunciando a propria volta il nome Muqtada con tono ironico e chiedendo a chi lo insulta, con aria di sfida, se creda in tal modo di comportarsi da uomo. Alcuni secondi dopo Saddam inizia, nel silenzio, a pronunciare ad alta voce la professione di fede islamica che, dopo pochi secondi, è interrotta all'incipit del secondo versetto dall'apertura della botola che, con uno stridore metallico, fa precipitare il suo corpo e tendere la corda. Seguono alcuni confusi fotogrammi, che mostrano l'inneggiare dei presenti all'avvenuta esecuzione dell'ex presidente iracheno e, poco dopo, le immagini ne inquadrano il volto, mentre, ormai morto, pende appeso al cappio.
La diffusione dei due filmati dell'esecuzione, in particolare quello nel quale è evidente lo scherno e l'oltraggio cui venne sottoposto il condannato poco prima dell'esecuzione, provocò notevole scandalo internazionale, profondo risentimento tra gli arabi sunniti e grave imbarazzo al governo iracheno, che annunciò di aver arrestato due persone responsabili della sua realizzazione e diffusione. Gli arresti non impedirono la diffusione via Internet pochi giorni dopo di un terzo filmato simile al primo, ancora una volta di cattiva qualità, che mostra il cadavere di Saddam poco dopo l'esecuzione: il sudario in cui è avvolto è scostato per mostrare la testa del giustiziato innaturalmente piegata a destra con il collo segnato da un'ampia e profonda ferita sanguinolenta.
Il 16 gennaio 2007 il presidente degli Stati Uniti d'America, George W. Bush, la cui Amministrazione aveva in precedenza approvato senza riserve la condanna a morte e l'esecuzione di Saddam Hussein, condannò con parole molto forti le modalità dell'impiccagione: «L'esecuzione di Saddam è sembrata come una vendetta» e il governo iracheno presieduto da Nūrī al-Mālikī «deve ancora maturare» e «rende difficile [per il governo USA] far passare presso il popolo americano l'idea che si tratti di un governo che voglia unificare il Paese».
Le dichiarazioni di Bush furono accolte con scetticismo da chi, come Feurat Alani, inviato a Baghdad per il giornale svizzero Le Temps, sollevò il sospetto che la fretta nel liberarsi di Saddam e dei suoi più prossimi gerarchi fosse in realtà stata originata dal desiderio di metter a tacere per sempre la delicata questione dei considerevoli aiuti, anche militari e in termini di armi di distruzione di massa, forniti da Stati Uniti d'America, Francia e Regno Unito al regime di Saddam Hussein durante gli anni '80.

### Funerale e sepoltura
Il 31 dicembre, giorno successivo all'esecuzione, il corpo di Saddam Hussein fu consegnato al capo della tribù di origine. Il suo cadavere, lavato ritualmente da un imam sunnita, avvolto nel sudario e deposto in una bara coperta dalla bandiera dell'Iraq, fu sepolto nella tomba di famiglia nei pressi del villaggio natale, accanto ai figli ʿUdayy e Qusayy e al nipote quattordicenne Muṣṭafà Hussein, figlio di Qusayy.
La tomba fu distrutta nel corso dei combattimenti tra i miliziani dell'ISIS e le forze di sicurezza irachene per il controllo di Tikrit nel marzo del 2015. Il corpo era già stato rimosso l'anno precedente dai fedelissimi di Saddam per portarlo al riparo dai combattimenti ed è stato riseppellito in un luogo sconosciuto.

## L'Iraq dopo Saddam Hussein
La caduta del regime di Saddam Hussein lasciò un grande vuoto di potere in Iraq. Il Paese, reduce da 24 anni di dittatura, dovette sin dal principio fare i conti con la scarsa capacità delle forze della coalizione capeggiata dagli Stati Uniti di instaurare e garantire un governo democratico e stabile.
Gli anni seguenti alla morte del dittatore furono caratterizzati dall'esplosione di tutti quei conflitti che sempre erano stati alla base della società irachena ma che erano stati in buona parte piegati dalla violenta repressione perpetuata dal regime.
Le correnti islamiste, nonostante le accuse lanciate e mai dimostrate dall'amministrazione Bush, in Iraq erano rimaste emarginate e non ebbero grande peso politico finché il regime rimase al potere. 
In seguito all'invasione straniera la loro capacità militare ed il loro consenso aumentarono esponenzialmente. Tra queste formazioni spiccavano le forze armate legate ad al-Qaida e capeggiate da Abū Musʿab al-Zarqāwī fino alla morte di quest'ultimo avvenuta nel 2006.
Tutti questi elementi combinati gettarono l'Iraq in una situazione di caos e di prostrazione dalla quale non si riprese neanche dopo la fine dell'occupazione statunitense, avvenuta nel 2011.
La coalizione si è trovata impreparata di fronte a diversi fattori che, evidentemente, non aveva considerato o aveva sottovalutato preventivamente all'invasione del Paese. L'odio della popolazione Sciita, maggioritaria in Iraq, e che era stata oppressa per oltre due decenni dal regime di Saddam, verso la minoranza sino ad allora dominante Sunnita; la potente fascinazione esercitata dai gruppi terroristici sunniti, come appunto le forze armate di al-Zarqāwī che, liberi di proliferare avvantaggiati dal clima di guerriglia e di profonda instabilità politica, sobillavano a loro volta le minoranze sunnite oppresse contro gli odiati Sciiti e contro il nemico occidentale; il crescente sentimento di avversione nei confronti delle truppe occupanti da parte della popolazione, soprattutto delle frange più facilmente influenzabili dai gruppi islamisti, che era oltretutto esacerbato da ogni iniziativa di repressione attuata dalla coalizione; il fortissimo impatto esercitato dalle tribù locali, tanto influente in seno alle popolazioni che ne facevano parte da rendere difficilmente governabile lo Stato.
L'escalation di violenze, l'intensificarsi delle lotte intestine, il proliferare dei gruppi armati islamisti e la sostanziale ingovernabilità del Paese (soprattutto rispetto a quelli che avrebbero dovuto essere i canoni occidentali trapiantati sul suolo iracheno) hanno spinto l'amministrazione Bush a varare, nel 2007, un nuovo piano d'azione (il Surge), che prevedeva al suo interno una serie di fattori (alcuni inediti) tra cui principalmente: l'invio di un nuovo ed ingente contingente di truppe; l'abbandono dei campi trincerati e isolati da cui i soldati portavano avanti le operazioni a favore di una discesa in campo a contatto, a sostegno e in stretta collaborazione con la popolazione e le milizie locali alleate; il coinvolgimento attivo di quelle frange sunnite moderate ed avverse al terrorismo islamista; la rinuncia al perseguimento di un'immediata ed utopica democrazia occidentale trapiantata in Vicino Oriente a favore di un più realistico adattamento allo stato di fatto delle cose, teso ad un obiettivo più banale quale un ordine che fosse almeno accettabile.
I risultati apprezzabili fatti registrare dal Surge hanno spinto l'amministrazione statunitense a dichiarare la fine dell'occupazione irachena entro il 31 dicembre 2011, cosa che è puntualmente avvenuta. È indubbio che nel momento in cui le truppe della coalizione hanno lasciato l'Iraq la situazione fosse molto migliore rispetto a quando il Surge era iniziato. Soprattutto erano state ridimensionate le ambizioni dei gruppi estremisti islamici, con la caduta di alcune roccaforti di cui si erano impossessati nel corso della guerriglia civile. Occorre rilevare tuttavia che la situazione apparentemente migliore lasciata in eredità al governo iracheno non fosse immune da punti di debolezza. Nondimeno le lacerazioni sociali alla base dell'instabilità irachena erano tutt'al più solo dormienti, ben lungi dall'essere state risolte. A tal proposito, particolarmente dannosa è risultata la decisione del proconsole americano di sciogliere l'esercito iracheno al fine di epurarlo dagli ufficiali fedeli al vecchio partito Ba'th di Saddam Hussein, col risultato della costituzione di nuove forze armate (peraltro mai realmente costituite in senso nazionale) palesemente inadeguate a contrastare l'escalation dei gruppi estremisti islamici che al contrario riuscirono ad arruolare molti dei comandanti epurati e ad avvalersi della loro esperienza. La coalizione ha lasciato l'Iraq dopo oltre otto anni di guerra, guerriglia, devastazione e occupazione, consegnando al popolo iracheno uno stato debole ed in balia di lacerazioni interne e fazioni. L'odio atavico tra gli sciiti e i sunniti, le crescenti pulsioni antioccidentali, le dottrine islamiste che sempre più permeavano vari strati della popolazione e un esercito debole e frammentato hanno creato una situazione che nel suo complesso non ha favorito l'insorgere di uno stato che avesse quanto meno la parvenza di una democrazia stabile.
Una numerosa schiera di analisti concorda nell'affermare che la principale eredità che il conflitto iracheno, con la conseguente caduta di Saddam Hussein e con l'occupazione statunitense terminata nel dicembre 2011, sia stata il territorio fertile concesso alle milizie islamiste, la cui escalation repentina ha portato prepotentemente alla ribalta la realtà dell'ISIS durante la guerra civile in Iraq. Sorta dalle ceneri dell'ideologia del perito leader di al-Qāʿida in Iraq Abū Musʿab al-Zarqāwī, la dottrina alla base dello Stato Islamico, il cui leader Abū Bakr al-Baghdādī era un ex detenuto delle carceri americane in Iraq (come molti altri membri dell'ISIS), ha raccolto svariati consensi tra le minoranze sunnite oppresse, ed ha raggruppato in sé un numero sempre crescente di militanti armati che hanno schiantato l'esercito iracheno nelle vaste zone desertiche della parte occidentale del Paese, sino a proclamare il 29 giugno 2014, anche grazie alle conquiste territoriali ottenute a seguito del coinvolgimento nella guerra in Siria, la nascita del nuovo Califfato, lo Stato Islamico dell'Iraq e della Siria, in seguito diventato semplicemente "Stato Islamico" (IS). La conseguente cruenta guerra civile in Iraq portò la comunità internazionale ad un nuovo intervento militare il quale fu affiancato da operazioni di supporto dell'Iran e della Russia alle milizie sciite alleate del governo iracheno. Entro il dicembre del 2017 tutte le città dell'Iraq tornarono sotto il controllo del governo o dei curdi. L'insurrezione sunnita irachena tuttavia, seppure in scala ridotta, proseguì anche negli anni successivi.